# Promenade des Anglais

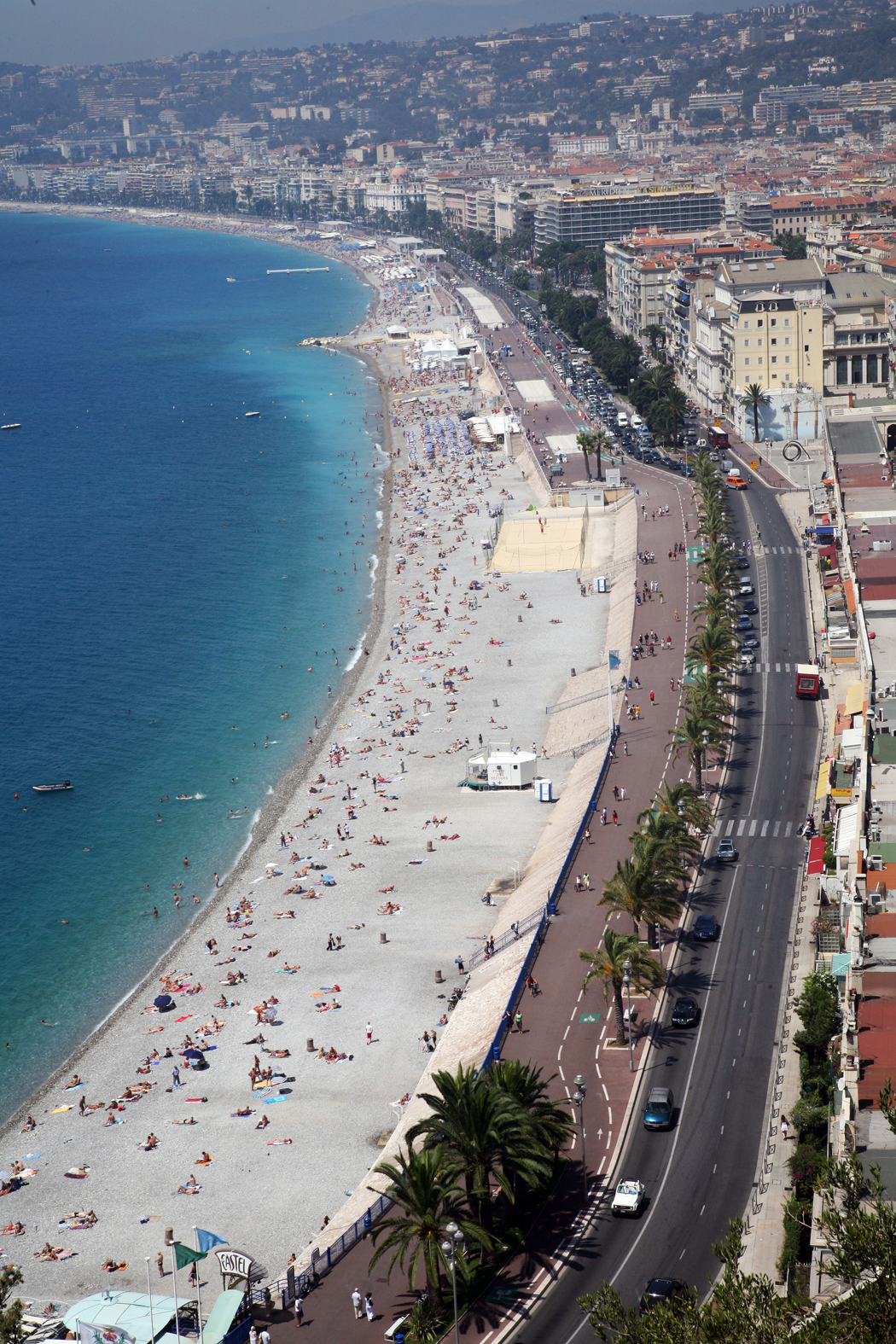
Die Promenade des Anglais (2010; Blick westwärts gerichtet)

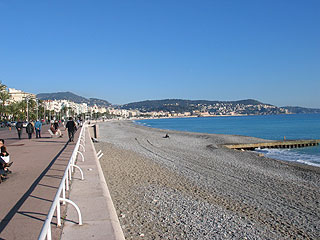
Die Promenade des Anglais

Die Promenade des Anglais (deutsch Promenade der Engländer) ist eine sieben Kilometer lange Straße in Nizza. Sie bildet entlang der Baie des Anges die Uferstraße und hat eine anliegende Strandpromenade.

## Verlauf
Die Straße beginnt im Osten an der Kreuzung mit der Avenue des Phocéens und führt zunächst westwärts. Sie passiert das Palais de la Méditerranée, das Musée Masséna sowie das Negresco und schlägt über einen großen Bogen schließlich eine südliche Richtung ein. Am Aéroport Nice Côte d’Azur biegt sie allmählich wieder in eine westliche Richtung und endet schließlich an der westlichen Stadtgrenze Nizzas am Pont Napoléon-III.

## Geschichte
Bevor Nizza urbanisiert worden war, bestand die dortige Küste nur aus einem verlassenen Band Kieselstrand. Die ersten Häuser standen auf erhöhtem Grund weit weg vom Meer.
Ab der zweiten Hälfte des 18. Jahrhunderts begannen Engländer, die Winter in Nizza zu verbringen, wo sie das Panorama entlang der Küste genossen. Als in einem besonders rauen Winter ein Zustrom von Bettlern Nizza erreichte, schlugen einige der reichen Engländer ein nützliches Projekt für sie vor: den Aufbau eines Gehwegs entlang des Meers.
Die Stadt Nizza förderte, in Aussicht einer angenehmen Promenade, diese Arbeit. Die Promenade wurde von den Nizzaern in ihrem Dialekt Nissart zuerst Camin dei Anglès genannt. Nach dem Anschluss der Grafschaft Nizza an Frankreich durch den 1860 geschlossenen Vertrag von Turin wurde die Dialektbezeichnung durch die französische Übersetzung Promenade des Anglais ersetzt.
Am 14. September 1927 verunfallte auf dieser Strecke die Tänzerin Isadora Duncan als Beifahrerin in einem offenen Amilcar. Ihr Seidenschal verfing sich an einem Rad des Sportwagens, so dass sie am Hals auf die Straße geschleudert wurde und sich das Genick brach. Sie starb noch am Unfallort.
Die Promenade des Anglais wurde in den 1930er- und 1940er-Jahren als Rennstrecke genutzt. Auf dem Circuit de la Promenade des Anglais fanden u. a. der Grand Prix de Nice für Automobile sowie 1938 der Große Preis von Frankreich für Motorräder statt.

Am 14. Juli 2016 ereignete sich auf der Promenade des Anglais ein islamistischer Anschlag, bei dem 86 Menschen getötet wurden. 

## Die Promenade heute
Für die Einwohner ist die Promenade des Anglais schlicht die Promenade oder La Prom. An der Promenade tummeln sich zu jeder Tageszeit Spaziergänger, Jogger, Inlineskater und Skateboarder.
Neben zahlreichen Anlässen wie dem jährlichen Karneval, die entlang der Promenade stattfinden, ist die Promenade bekannt für ihre blauen Stühle (chaises bleues) und ihre Pergolas.
An der Promenade reihen sich viele Luxushotels aneinander, das bekannteste ist das Hotel Negresco. Außerdem gibt es viele kleine Restaurants direkt am Strand.
Nördlich, d. h. auf der Landseite der Promenade befindet sich eine gleichnamige Hauptstraße, die durchwegs mindestens drei Fahrspuren je Richtung aufweist. Mittelfristig ist hier die Wiedereinführung einer Linie der Straßenbahn Nizza vorgesehen, die im innenstadtnahen Bereich der Promenade des Anglais zur Wahrung des Erscheinungsbildes ohne Oberleitung ausgeführt und im Batteriebetrieb befahren werden oder in einem Tunnel geführt werden soll.